# 野島伸司
野島伸司（1963年3月4日—），是日本的資深編劇，新潟縣柏崎市出身。活躍領域亦包括詩、繪本、小說、作詞等方面。曾執筆多部膾炙人口的電視劇，如《101次求婚》、《高校教師》、《一個屋簷下》、《人間失格》、《聖者的行進》等劇，為90年代的社會寫實派路線代表性人物，其企畫的《無家可歸的小孩》和擔任原案的《新白色之戀》亦造成話題。

## 經歷

### 出道緣由
野島伸司求學時期成績優秀，但進入中央大學法學部政治學科之後，大部分的心思都花在各種打工上，因而決定退學。其後前往美國，住在寄宿家庭並就讀加州大學洛杉磯分校。
1987年10月回國後，在餐廳、工地、罐頭工廠等地打工，亦擔任過銷售員和詐騙電話工讀生等，後來，即便聽見工廠的機器聲仍會想起當時的日子；同時，亦在「東京山手YMCA」的劇本講座研習劇本編寫，成為第9期研修科學生。當時的講師是一線編劇家伴一彥。1988年5月，野島以《時には母のない子のように》獲第2回富士電視台青年劇本大獎，並因此而認識富士電視台的知名製作人大多亮。大多亮曾回憶道，「當時的野島表示很喜歡山田太一劇本作品，因而前往編劇講座學習劇本編寫。野島不搭電車，住處距離電視台很遠都是步行。後來才知道那時的他生活清貧」。1988年，野島開始和大多亮合作，並以《愛情打獵族》正式出道。

### 職業編劇
野島成為職業編劇後的五年間，和富士電視台合作的愛情劇題材幾乎都是上看20％的高收視率，以編劇新手之姿獲得注目，其中，中山美穗主演的《愛的迴旋曲》和淺野溫子、武田鐵矢主演的《101次求婚》在其後和坂元裕二執筆的《東京愛情故事》更被並稱為「純愛三部曲」，並開啟亞洲地區觀賞日本電視劇的風氣。
但野島原本目標是編寫如山田太一作品般的社會派寫實題材，而非一開始讓他聲名大噪的愛情劇，野島向製作人大多亮表示「想寫社會寫實劇」時，卻得到「這不符合我們（富士電視台）的路線」之回應。因此，野島轉而和製作許多部山田太一電視劇的東京放送（現今的TBS電視台）接觸，並主動致電出道前即已認識的TBS製作人伊藤一尋，表示「想嘗試寫TBS的金曜劇」，雖然能和當紅的編劇合作讓TBS局內為之一振，但野島提出的近親相姦內容卻使伊藤擔憂觀眾無法接受，直到後來才被野島的說明說服。野島與伊藤之後共同製作出《高校教師》、《人間失格》、《未成年》、《聖者的行進》等話題劇，亦以此成為野島的招牌風格之一，此四部被媒體稱為「TBS野島伸司黑暗四部曲」，後三部分別獲第2回、第7回及第16回日劇學院賞劇本獎。
1994年，野島擔任日本電視台話題劇《無家可歸的小孩》的企畫，當時安達祐實在劇中「同情我，就給我錢！（同情するなら金をくれ！）」的台詞造成廣大流行及影響，為該年度民眾票選出的「流行語大賞」流行語。根據電視週刊《TV LIFE》統計，90年代民營電視台單集最高收視率的電視劇中，前20名有7部是野島編劇或企劃的作品；第一話至最終回收視率上升最多的電視劇前10名中，野島作品亦占5部之多，並在當時造成一股社會現象。
2004年，撰寫月九劇《冰上悍將》，由木村拓哉主演，自該年至今，劇本路線逐漸脫離早期校園陰暗的題材。
2021年電視動畫《奇蛋物語 Wonder Egg Priority》是他首部動畫作品。

## 創作風格
- 野島在90年代的編劇作品中經常出現社會問題的描寫，如施加暴力虐待智能障礙者（聖者的行進）、校園霸凌和自殘（人間失格（日语：人間・失格〜たとえばぼくが死んだら））、自殺和少年犯（唇膏（日语：リップスティック (テレビドラマ)））、師生戀、性侵和近親相姦（高校教師）等，以銳利觀點切入社會陰暗面。早期作品中，主角口中亦常出現「同情」、「偽善」等台詞，以及登場人物的激烈反擊和悲劇結局。此內容在日本PTA全國協議會（日本兒童家長協會）上多次被提出討論，而《聖者的行進》播出時，因劇中多處出現的虐待橋段，亦使眾多觀眾紛紛向電視台投訴，甚至發生贊助商中止贊助的事件。
- 獨特的劇中配樂選曲亦為野島特色之一，如1993年《高校教師》的森田童子、1995年《未成年（日语：未成年 (テレビドラマ)）》的木匠兄妹合唱團、2001年《蛋糕上的草莓（日语：ストロベリー・オンザ・ショートケーキ）》的ABBA等，有別於當時電視劇。
- 出道作《時には母のない子のように》名稱與歌手Maki Annette（日语：カルメン・マキ）的熱門歌曲（1969年發售、寺山修司作詞）同名；《人間失格（日语：人間・失格〜たとえばぼくが死んだら）》此劇亦與著名作家太宰治的小說《人間失格》同名，因此在播出前，太宰治的遺族曾表示抗議。電視台為了平復抗議，於是在劇名之中插入一個標點並改名，變成「《人間・失格〜たとえばぼくが死んだら》（人間・失格〜假如我死了的話）」。
- 野島劇中的配樂者多為千住明，共計有13部之多。
- 曾表示自己擔任企劃和擔任編劇時的心態完全不同。「企劃一部劇會以娛樂和看點為首要，但寫劇本會將自己內心想法甚或陰暗面表現出來」[2]。
- 快手。寫劇本的時間通常是午後至黃昏為止，花費時間甚少。寫劇本用文書處理器[2]。
- 和一般拍攝、編寫、播出同時進行的on檔電視劇不同，幾乎都是在電視劇「第一話播出前」即交出所有劇本，且不會因為收視率或電視台的要求而修改劇本的內容及方向。認為適合演自己劇本的演員不多，「所以才會和石田壹成等人多次合作」[2]。
- 因本身為新潟縣人，劇中的人物和背景設定、拍攝外景地多為新潟縣。

## 人物
- 有一個哥哥，父親是斯巴達式教育。野島從小學三、四年級開始學空手道至高中，能徒手劈開數塊磚頭，但目前只能劈開一塊[2]。
- 平常很少看電視，並沒有特別想成為編劇，是大學中退之後一時興起參加編劇講座的結果[2]。
- 外食者。一般日本家庭餐廳菜單上的餐點都會吃，劇本開會亦常挑選在此種場合。不喜歡排隊，自言對「吃」沒興趣，肚子餓才會吃[2]。
- 曾表示一開始當編劇會在意收視率，但其後心態改變，認為「透過螢幕，觀眾和編劇雖然不是戀愛關係，但如果有喜歡這劇本的人，就當作我是為了他（而寫）。我不會去照顧到每一個人。所以其他人的評價，我沒什麼興趣」[2]。
- 性格低調不喜歡上媒體。包括電視劇記者會和宣傳期間的任何節目、雜誌、報章訪問，所以專訪比其他日本編劇家少[2]。
- 1993年曾和女星酒井法子因合作《一個屋簷下》而傳出交往傳聞，但未獲雙方承認[5]。

## 編劇作品
註：「※」表千住明配樂

### 劇本

#### 單元劇、SP
- 時には母のない子のように（1988年11月20日、富士電視台）
- フローズンナイト〜凍てつく真夏の夜〜 「私だけのあなた」（1989年8月12日、富士電視台）※
- 世界奇妙物語「死ぬほど好き」（1990年7月20日、日活、富士電視台）※
- バレンタインに何かが起きる「恐怖の義理チョコ」（1991年2月11日、TBS電視台）※

#### 連續劇
- 愛情打獵族（日语：君が嘘をついた）（1988年，富士電視台）
- 戀愛總動員（1989年，富士電視台）
- 愛的迴旋曲（日语：すてきな片想い）（1990年，富士電視台）
- 101次求婚（1991年，富士電視台）
- 壯志驕陽（日语：愛という名のもとに）（1992年，富士電視台）
- 高校教師（1993年，TBS電視台）※
- 一個屋簷下（1993年，富士電視台）
- 愛沒有明天（日语：この世の果て）（1994年，富士電視台）
- 人間失格（日语：人間・失格〜たとえばぼくが死んだら）（1994年，TBS電視台）※
- 未成年（日语：未成年 (テレビドラマ)）（1995年，TBS電視台）※
- 一個屋簷下2（1997年，富士電視台）
- 聖者的行進（1998年、TBS電視台）※
- 世紀末之詩（日语：世紀末の詩）（1998年，日本電視台）※
- 唇膏（日语：リップスティック (テレビドラマ)）（1999年，富士電視台）
- 美人（日语：美しい人 (テレビドラマ)）（1999年，TBS電視台）※
- 蛋糕上的草莓（日语：ストロベリー・オンザ・ショートケーキ）（2001年，TBS電視台）※
- 黃金保齡球（2002年，日本電視台）
- 新高校教師（2003年，TBS電視台）※
- 冰上悍將（2004年，富士電視台）
- 天真可愛（2005年，TBS電視台）※
- 沒有玫瑰的花店（2008年，富士電視台）
- Love Shuffle（2009年，TBS電視台）
- GOLD（2010年，富士電視台）※
- 理想的儿子（2012年，日本電視台）
- 49（2013年，日本電視台）
- 柏拉圖（日语：プラトニック (テレビドラマ)）（2014年，NHK BS Premium）
- 哥哥扭蛋（2015年，日本電視台）
- OUR HOUSE（2016年，富士電視台）
- 爸爸活（2017年，dTV×FOD）[6]
- 下雨时你的温柔（日语：雨が降ると君は優しい）（2017年，Hulu）
- 彼氏をローンで買いました（2018年，dTV×FOD）
- 高嶺之花（2018年，日本電視台）
- 百合与直觉（日语：百合だのかんだの）（2019年，FOD）
- 你是星期幾出生的（日语：何曜日に生まれたの）（2023年）

#### 電影
- （1989年）
- （1990年）
- （1993年）
- 愛情全壘打（1994年）
- 無家可歸的小孩（電影版）（1994年）※同時擔任企劃

#### 電視動畫
- WONDER EGG PRIORITY（2021年）※同時擔任原案

### 企劃
- 無家可歸的小孩（1994年、日本電視台）
- 無家可歸的小孩2（1995年、日本電視台）
- 冠軍大胃王（2000年、日本電視台） ※為SMAP演唱的主題曲「らいおんハート」作詞
- 小狗華爾兹（2004年、日本電視台）※最終回劇本由野島執筆

### 監修
- 明天媽媽不在（2014年、日本電視台）
- 獻給阿爾吉儂的花束（2015年、TBS電視台）

### 原案
- 新白色之戀（2001年、日本電視台）

## 書籍

### 詩集
- （幻冬舎、1998年）※絶版
- （ワニブックス、1998年）
- （ワニブックス、2000年）

### 繪本
- （ワニブックス、2001年）
- （ワニブックス、2001年）
- （富士電視台、劇本擔當。2007年）未販售

### 小說（不含小說化之作品）
- （幻冬舎、2002年）
- （幻冬舎、2003年）
- （小学館、2006年）[7]
- 司努司姆姆力克的戀人(スヌスムムリクの恋人)（小学館、2008年）（尖端出版、2012年）

### 漫画
- NOBELU -演-（作画：吉田譲、週刊少年Sunday 2013年16号 - 連載中、小学館）

## 作詞
- SMAP「らいおんハート」（2000年）
- alan「明日への讃歌」（2007年）
- Hey! Say! JUMP「SUPER DELICATE」（2012年）
- Sexy Zone「A MY GIRLFRIEND」（2013年）
- チキンバスケッツ「私のオキテ」（《49》插曲，2014年）
- コトリンゴ「誰か私を」（《明天媽媽不在》主題曲，2014年）

## 獎項
- 第2回日劇學院賞劇本獎（人間失格（日语：人間・失格〜たとえばぼくが死んだら））
- 第7回日劇學院賞劇本獎（未成年（日语：未成年 (テレビドラマ)））
- 第16回日劇學院賞劇本獎（聖者的行進）
- 第56回日劇學院賞劇本獎（沒有玫瑰的花店）

## 外部連結
- 野島伸司カタルシス （页面存档备份，存于） （日語）
- 野島伸司クラス （日語）